# أوبيدو لوكانو
أوبيدو لوكانو (بالإيطالية: Oppido Lucano)‏ هي بلدية في مقاطعة بوتنسا في إقليم بازيليكاتا الإيطالي.

## السكان
في سنة 1861 بلغ عدد السكان 3٬378 نسمة، وتطور العدد ليصل في سنة 2011 لـ 3٬860 نسمة.
يظهر هذا المخطط البياني تطور النمو السكاني لـ أوبيدو لوكانو

## توأمة
لأوبيدو لوكانو اتفاقيات توأمة مع:
- إيكويكو